# Soisy-sur-Seine
Soisy-sur-Seine és un municipi francès, situat al departament de l'Essonne i a la regió de Illa de França. L'any 2007 tenia 7.200 habitants.
Forma part del cantó de Draveil i del districte d'Évry. I des del 2016 de la Comunitat d'aglomeració Grand Paris Sud Seine-Essonne-Sénart.

## Demografia

### Població
El 2007 la població de fet de Soisy-sur-Seine era de 7.200 persones. Hi havia 2.764 famílies, de les quals 692 eren unipersonals (304 homes vivint sols i 388 dones vivint soles), 864 parelles sense fills, 988 parelles amb fills i 220 famílies monoparentals amb fills.
La població ha evolucionat segons el següent gràfic:
Habitants censats

### Habitatges
El 2007 hi havia 2.988 habitatges, 2.796 eren l'habitatge principal de la família, 62 eren segones residències i 130 estaven desocupats. 1.913 eren cases i 1.060 eren apartaments. Dels 2.796 habitatges principals, 2.022 estaven ocupats pels seus propietaris, 702 estaven llogats i ocupats pels llogaters i 72 estaven cedits a títol gratuït; 134 tenien una cambra, 271 en tenien dues, 447 en tenien tres, 470 en tenien quatre i 1.474 en tenien cinc o més. 2.279 habitatges disposaven pel capbaix d'una plaça de pàrquing. A 1.199 habitatges hi havia un automòbil i a 1.384 n'hi havia dos o més.

### Piràmide de població
La piràmide de població per edats i sexe el 2009 era:
| Homes | Edats   | Dones |
| ----- | ------- | ----- |
| 12    | 95 o +  | 20    |
| 12    | 90 a 94 | 36    |
| 20    | 85 a 89 | 68    |
| 20    | 80 a 84 | 44    |
| 68    | 75 a 79 | 84    |
| 96    | 70 a 74 | 104   |
| 128   | 65 a 69 | 100   |
| 204   | 60 a 64 | 160   |
| 276   | 55 a 59 | 284   |
| 340   | 50 a 54 | 348   |
| 276   | 45 a 49 | 284   |
| 252   | 40 a 44 | 252   |
| 232   | 35 a 39 | 268   |
| 216   | 30 a 34 | 256   |
| 232   | 25 a 29 | 212   |
| 228   | 20 a 24 | 232   |
| 228   | 15 a 19 | 212   |
| 280   | 10 a 14 | 240   |
| 196   | 5 a 9   | 212   |
| 224   | 0 a 4   | 148   |

## Economia
El 2007 la població en edat de treballar era de 4.877 persones, 3.498 eren actives i 1.379 eren inactives. De les 3.498 persones actives 3.296 estaven ocupades (1.695 homes i 1.601 dones) i 202 estaven aturades (99 homes i 103 dones). De les 1.379 persones inactives 436 estaven jubilades, 552 estaven estudiant i 391 estaven classificades com a «altres inactius».

### Ingressos
El 2009 a Soisy-sur-Seine hi havia 2.784 unitats fiscals que integraven 7.002 persones, la mediana anual d'ingressos fiscals per persona era de 29.938 €.

### Activitats econòmiques
Dels 278 establiments que hi havia el 2007, 6 eren d'empreses alimentàries, 1 d'una empresa de fabricació de material elèctric, 4 d'empreses de fabricació d'altres productes industrials, 19 d'empreses de construcció, 45 d'empreses de comerç i reparació d'automòbils, 9 d'empreses de transport, 11 d'empreses d'hostatgeria i restauració, 15 d'empreses d'informació i comunicació, 16 d'empreses financeres, 18 d'empreses immobiliàries, 72 d'empreses de serveis, 47 d'entitats de l'administració pública i 15 d'empreses classificades com a «altres activitats de serveis».
Dels 61 establiments de servei als particulars que hi havia el 2009, 1 era una gendarmeria, 1 oficina de correu, 5 oficines bancàries, 4 tallers de reparació d'automòbils i de material agrícola, 1 autoescola, 6 paletes, 1 guixaire pintor, 1 fusteria, 6 lampisteries, 3 empreses de construcció, 7 perruqueries, 2 veterinaris, 7 restaurants, 12 agències immobiliàries, 1 tintoreria i 3 salons de bellesa.
Dels 18 establiments comercials que hi havia el 2009, 1 era un hipermercat, 3 botiges de menys de 120 m², 5 fleques, 4 carnisseries, 2 llibreries, 1 una llibreria, 1 una botiga de material de revestiment de parets i terra i 1 una joieria.

## Equipaments sanitaris i escolars
El 2009 hi havia 1 hospital de tractaments de mitja durada (seguiment i rehabilitació), 4 psiquiàtrics i 2 farmàcies.
El 2009 hi havia 2 escoles maternals i 2 escoles elementals. Soisy-sur-Seine disposava d'un col·legi d'educació secundària amb 547 alumnes.

## Poblacions més properes
El següent diagrama mostra les poblacions més properes.